# The Family Jewels Tour
The Family Jewels Tour fu il primo tour di Marina, a supporto del suo primo album in studio The Family Jewels.

## Storia
A dicembre 2009, prima della pubblicazione del suo album di debutto, Marina annunciò un tour di otto date in Regno Unito per il febbraio successivo. In seguito al successo del suo tour britannico e l'esaurimento dei biglietti fu deciso l'ampliamento della tournée, rinominata in The Gem Tour. Le date degli Stati Uniti e dell'Europa continentale furono annunciate poco dopo.
A maggio 2010 furono annunciate 16 date per la terza tappa in Regno Unito e Irlanda dell'autunno successivo. La cantante ha annunciato il 14 ottobre dello stesso anno che la terza tappa si sarebbe chiamata The Burger Queen Tour. L'artista si è esibita anche in diversi festival musicali negli Stati Uniti, Regno Unito, Germania, Norvegia, Svezia, Finlandia e Belgio.
Erano inizialmente previste alcune date negli Stati Uniti a inizio 2011, ma furono annullate per permettere alla cantante di lavorare al suo secondo album in studio Electra Heart. Nell'estate del 2011, Marina ha alternato il proprio The Family Jewels Tour con il California Dreams Tour della cantautrice statunitense Katy Perry, di cui era artista d'apertura.

## Scaletta
The Family Jewels Tour
1. Girls
2. Seventeen
3. The Outsider
4. I Am Not a Robot
5. Oh No!
6. Numb
7. Obsessions
8. Rootless
9. Hollywood
10. Shampain
11. Guilty (solo nella data del 29 aprile 2010)
12. Mowgli's Road

The Gem Tour
1. Girls
2. Seventeen
3. The Outsider
4. I Am Not a Robot
5. Oh No!
6. Numb
7. Obsessions
8. Rootless
9. Hollywood
10. Shampain
11. Guilty
12. Starstrukk (cover del singolo dei 3OH!3 e Katy Perry)
13. Are You Satisfied?
14. Mowgli's Road

The Burger Queen Tour
1. The Family Jewels
2. The Outsider
3. Girls
4. Seventeen
5. Are You Satisfied?
6. Rootless
7. Hermit the Frog
8. I Am Not a Robot
9. Obsessions
10. Jealousy
11. Oh No!
12. Shampain
13. Mowgli's Road
14. Guilty
15. Numb
16. Hollywood

## Artisti d'apertura
- Clock Opera (14-19 febbraio 2010)
- Alan Pownall (21-23 febbraio 2010)
- Samuel[10] (14-15 marzo 2010)
- Spark[11] (12-31 maggio 2010)
- Jasmine Ash (6 luglio 2010)
- DJs Aaron and Nako (8 luglio 2010)
- Young the Giant (6 settembre 2010)
- CocknBullKid
- Hannah Yadi (14 novembre 2010)
- Hollywood Kill
- Ra Ra Rasputin (16 giugno 2011)

## Date
| Data              | Paese       | Città               | Sede                           |
| ----------------- | ----------- | ------------------- | ------------------------------ |
| Europa            |             |                     |                                |
| 26 gennaio 2010   | Regno Unito | Londra              | Dingwalls                      |
| 29 gennaio 2010   | Regno Unito | Londra              | The Tabernacle                 |
| 30 gennaio 2010   | Regno Unito | Gateshead           | The Sage Gateshead             |
| 5 febbraio 2010   | Regno Unito | Londra              | Relentless Garage              |
| 14 febbraio 2010  | Regno Unito | Edimburgo           | HMV Picture House              |
| 15 febbraio 2010  | Regno Unito | Norwich             | Norwich Arts Centre            |
| 16 febbraio 2010  | Regno Unito | Brighton            | Audio Nightclub                |
| 17 febbraio 2010  | Regno Unito | Nottingham          | The Bodega Social Club         |
| 18 febbraio 2010  | Regno Unito | Newcastle upon Tyne | Digital                        |
| 19 febbraio 2010  | Regno Unito | Glasgow             | Oran Mor                       |
| 21 febbraio 2010  | Regno Unito | Manchester          | The Deaf Institute             |
| 22 febbraio 2010  | Regno Unito | Bristol             | The Cooler                     |
| 23 febbraio 2010  | Regno Unito | Londra              | Bush Hall                      |
| 4 marzo 2010      | Danimarca   | Copenaghen          | Ideal Bar                      |
| 5 marzo 2010      | Svezia      | Stoccolma           | Södra Teatern                  |
| Nord America      |             |                     |                                |
| 14 marzo 2010     | Stati Uniti | New York            | The Bellhouse                  |
| 15 marzo 2010     | Stati Uniti | New York            | (Le) Poisson Rouge             |
| 18 marzo 2010     | Stati Uniti | Austin              | South by Southwest             |
| 19 marzo 2010     | Stati Uniti | Austin              | South by Southwest             |
| 20 marzo 2010     | Stati Uniti | Austin              | South by Southwest             |
| Europa            |             |                     |                                |
| 29 aprile 2010    | Francia     | Parigi              | Le Divan du Monde              |
| 12 maggio 2010    | Regno Unito | Birmingham          | The Glee Club                  |
| 13 maggio 2010    | Regno Unito | Bournemouth         | The Old Fire Station           |
| 15 maggio 2010    | Regno Unito | Brighton            | The Great Escape Festival      |
| 16 maggio 2010    | Regno Unito | Cardiff             | Millennium Music Hall          |
| 18 maggio 2010    | Regno Unito | Norwich             | The Waterfront                 |
| 19 maggio 2010    | Regno Unito | Londra              | Bloomsbury Ballroom            |
| 20 maggio 2010    | Regno Unito | Londra              | Bloomsbury Ballroom            |
| 22 maggio 2010    | Regno Unito | Sheffield           | The Leadmill                   |
| 23 maggio 2010    | Regno Unito | Manchester          | Manchester Academy             |
| 25 maggio 2010    | Regno Unito | Liverpool           | The Masque                     |
| 26 maggio 2010    | Regno Unito | Belfast             | Mandela Hall                   |
| 27 maggio 2010    | Irlanda     | Dublino             | Tripod                         |
| 29 maggio 2010    | Regno Unito | Glasgow             | Queen Margaret Union           |
| 30 maggio 2010    | Regno Unito | Edimburgo           | Assembly Rooms                 |
| 31 maggio 2010    | Regno Unito | Leeds               | Leeds Met Stylus               |
| 3 giugno 2010     | Germania    | Amburgo             | The Stage Club                 |
| 4 giugno 2010     | Germania    | Berlino             | Frannz Club                    |
| 6 giugno 2010     | Germania    | Colonia             | Die Werkstatt Köln             |
| 7 giugno 2010     | Germania    | Monaco di Baviera   | 59:1                           |
| 8 giugno 2010     | Svizzera    | Zurigo              | Kaufleuten                     |
| 11 giugno 2010    | Regno Unito | Newport             | Isle of Wight Festival 2010    |
| 13 giugno 2010    | Danimarca   | Copenaghen          | Vega                           |
| 15 giugno 2010    | Belgio      | Bruxelles           | Le Botanique                   |
| 16 giugno 2010    | Paesi Bassi | Amsterdam           | Paradiso                       |
| 18 giugno 2010    | Germania    | Scheeßel            | Hurricane Festival             |
| 19 giugno 2010    | Germania    | Tuttlingen          | Southside Festival             |
| 26 giugno 2010    | Regno Unito | Pilton              | Festival di Glastonbury        |
| Nord America      |             |                     |                                |
| 6 luglio 2010     | Stati Uniti | West Hollywood      | The Troubadour                 |
| 8 luglio 2010     | Stati Uniti | San Francisco       | Pop Scene                      |
| 9 luglio 2010     | Stati Uniti | Las Vegas           | Lilith Fair                    |
| 10 luglio 2010    | Stati Uniti | Los Angeles         | Lilith Fair                    |
| Europa            |             |                     |                                |
| 22 luglio 2010    | Regno Unito | Londra              | iTunes Festival                |
| 23 luglio 2010    | Regno Unito | Huntingdon          | Secret Garden Party            |
| 13 agosto 2010    | Norvegia    | Oslo                | Øyafestivalen                  |
| 14 agosto 2010    | Svezia      | Göteborg            | Way Out West Festival          |
| 15 agosto 2010    | Finlandia   | Helsinki            | Flow Festival                  |
| 19 agosto 2010    | Austria     | Vienna              | FM4 Frequency Festival         |
| 20 agosto 2010    | Belgio      | Hasselt             | Pukkelpop                      |
| 21 agosto 2010    | Paesi Bassi | Biddinghuizen       | Pukkelpop                      |
| 27 agosto 2010    | Regno Unito | Reading             | Festival di Reading e Leeds    |
| 29 agosto 2010    | Regno Unito | Leeds               | Festival di Reading e Leeds    |
| Nord America      |             |                     |                                |
| 1º settembre 2010 | Stati Uniti | Boston              | Paradise                       |
| 2 settembre 2010  | Stati Uniti | New York            | Webster Hall                   |
| 3 settembre 2010  | Stati Uniti | Filadelfia          | World Cafe                     |
| 5 settembre 2010  | Stati Uniti | Asbury Park         | Wonder Bar                     |
| 6 settembre 2010  | Stati Uniti | Washington          | 9:30 Club                      |
| 8 settembre 2010  | Canada      | Toronto             | The Opera House                |
| 9 settembre 2010  | Stati Uniti | Chicago             | Lincoln Hall                   |
| 10 settembre 2010 | Stati Uniti | Minneapolis         | Triple Rock                    |
| 13 settembre 2010 | Stati Uniti | Seattle             | Crocodile Cafe                 |
| 14 settembre 2010 | Stati Uniti | Portland            | Doug Fir                       |
| 15 settembre 2010 | Stati Uniti | San Francisco       | The Independent                |
| 17 settembre 2010 | Stati Uniti | Los Angeles         | El Rey Theatre                 |
| Europa            |             |                     |                                |
| 23 settembre 2010 | Germania    | Baden-Baden         | SWR3 New Pop Festival          |
| 19 ottobre 2010   | Regno Unito | Portsmouth          | Pyramid Centre                 |
| 20 ottobre 2010   | Regno Unito | Norwich             | University of East Anglia      |
| 21 ottobre 2010   | Regno Unito | Eastbourne          | Winter Garden                  |
| 23 ottobre 2010   | Regno Unito | Birmingham          | Town Hall                      |
| 24 ottobre 2010   | Regno Unito | Oxford              | Regal                          |
| 25 ottobre 2010   | Regno Unito | Bristol             | Anson Rooms                    |
| 27 ottobre 2010   | Irlanda     | Dublino             | Vicar Street                   |
| 28 ottobre 2010   | Irlanda     | Cork                | Savoy Theatre                  |
| 29 ottobre 2010   | Regno Unito | Londonderry         | Nerve Centre                   |
| 31 ottobre 2010   | Regno Unito | Manchester          | The Ritz                       |
| 1º novembre 2010  | Regno Unito | Glasgow             | Fruit Market                   |
| 2 novembre 2010   | Regno Unito | Edimburgo           | Picture House                  |
| 4 novembre 2010   | Regno Unito | Newcastle upon Tyne | Università della Northumbria   |
| 5 novembre 2010   | Regno Unito | Leeds               | Università di Leeds            |
| 7 novembre 2010   | Regno Unito | Nottingham          | Università di Nottingham Trent |
| 8 novembre 2010   | Regno Unito | Londra              | The Roundhouse                 |
| 9 novembre 2010   | Regno Unito | Londra              | London Forum                   |
| 11 novembre 2010  | Regno Unito | Coventry            | The Copper Rooms               |
| 12 novembre 2010  | Regno Unito | Cardiff             | Coal Exchange                  |
| 14 novembre 2010  | Regno Unito | Bath                | Pavilion                       |
| 15 novembre 2010  | Regno Unito | Brighton            | Corn Exchange                  |
| 18 novembre 2010  | Germania    | Colonia             | Gloria                         |
| 19 novembre 2010  | Germania    | Berlino             | Postbahnhof                    |
| 20 novembre 2010  | Germania    | Amburgo             | Uebel & Gefährlich             |
| 22 novembre 2010  | Svezia      | Stoccolma           | Nalen                          |
| 23 novembre 2010  | Svezia      | Göteborg            | Pustervik                      |
| 25 novembre 2010  | Finlandia   | Helsinki            | Tavastia                       |
| 26 novembre 2010  | Danimarca   | Aarhus              | Vox                            |
| 28 novembre 2010  | Paesi Bassi | Amsterdam           | Melkweg                        |
| 29 novembre 2010  | Belgio      | Gand                | Vooruit                        |
| 30 novembre 2010  | Francia     | Parigi              | Alhambra                       |
| 3 dicembre 2010   | Svizzera    | Berna               | Bierhubeli                     |
| 4 dicembre 2010   | Austria     | Vienna              | Porgy & Bess                   |
| 5 dicembre 2010   | Germania    | Hannover            | Faust                          |
| Oceania           |             |                     |                                |
| 28 dicembre 2010  | Australia   | Melbourne           | Hi-Fi Bar & Ballroom           |
| 29 dicembre 2010  | Australia   | Lorne               | Falls Festival                 |
| 30 dicembre 2010  | Australia   | Marrickville        | The Factory Theatre            |
| 1º gennaio 2011   | Australia   | Sydney              | Field Day Festival             |
| 3 gennaio 2011    | Australia   | Busselton           | Southbound Festival            |
| Nord America      |             |                     |                                |
| 7 aprile 2011     | Stati Uniti | Las Vegas           | Cosmopolitan                   |
| 8 aprile 2011     | Stati Uniti | Las Vegas           | Cosmopolitan                   |
| 9 aprile 2011     | Stati Uniti | Las Vegas           | Cosmopolitan                   |
| 11 aprile 2011    | Stati Uniti | Austin              | Antone's Nightclub             |
| 12 aprile 2011    | Stati Uniti | Houston             | Fitzgerald's                   |
| 13 aprile 2011    | Stati Uniti | Dallas              | Granada Theatre                |
| 15 aprile 2011    | Stati Uniti | Indio               | Coachella                      |
| Europa            |             |                     |                                |
| 30 aprile 2011    | Norvegia    | Bergen              | Bergen International Festival  |
| Nord America      |             |                     |                                |
| 16 giugno 2011    | Stati Uniti | Filadelfia          | Theatre of the Living Arts     |
| 17 giugno 2011    | Stati Uniti | Washington          | 9:30 Club                      |
| 18 giugno 2011    | Stati Uniti | Asbury Park         | Stone Pony                     |
| 20 giugno 2011    | Stati Uniti | Boston              | Paradise Rock Club             |
| 21 giugno 2011    | Stati Uniti | New York            | Webster Hall                   |
| Europa            |             |                     |                                |
| 23 luglio 2011    | Russia      | Mosca               | Afisha Picnic                  |
| 29 luglio 2011    | Svizzera    | Lucerna             | Blue Balls Festival            |
| 30 luglio 2011    | Svezia      | Östersund           | Storsjöyran                    |
| 13 agosto 2011    | Slovacchia  | Piešťany            | Grape Music festival           |
| 14 agosto 2011    | Ungheria    | Budapest            | Sziget Festival                |
| 19 agosto 2011    | Portogallo  | Paredes de Coura    | Paredes de Coura Festival      |
| 23 novembre 2011  | Regno Unito | Londra              | Church of St John-at-Hackney   |
| 4 dicembre 2011   | Regno Unito | Manchester          | Manchester Arena               |